# Barbadisch-haitianische Beziehungen
Die Barbadisch-haitianischen Beziehungen beschreiben das bilaterale Verhältnis zwischen der früheren britischen Kolonie Barbados einerseits und der Republik Haiti andererseits.
Beide Länder sind Mitglieder der Vereinten Nationen, der Organisation Amerikanischer Staaten und der Karibischen Gemeinschaft (CARICOM).

## Geschichte und Stand
Haiti erlangte die Unabhängigkeit von der früheren Kolonialmacht Frankreich bereits im Jahr 1804, während Barbados erst im Jahr 1966 vom Vereinigten Königreich unabhängig wurde, als Commonwealth Realm souveräner Mitgliedsstaat des Commonwealth of Nations blieb und bis 2021 mit der britischen Krone in Personalunion verbunden war. Seit dem 30. November 2021 ist Barbados eine Republik.
Die bilateral aufgenommenen diplomatischen Beziehungen wurden im Jahr 1988 seitens Barbados ausgesetzt, da die barbadische Regierung das Ergebnis der Wahlen in Haiti von 1988 nicht anerkannte und als gefälscht bezeichnete.
Seit der Normalisierung der Beziehungen hat Barbados einen Honorkonsul in Port-au-Prince bestellt. Ein haitianischer Honorarkonsul ist auf den Sugarlands Farms im Verwaltungsbezirk Saint George, Barbados, ansässig.
Für haitianische Staatsangehörige besteht Visumspflicht für Barbados. Bei einem Arbeitsbesuch in Haiti im November 2018 hatte die barbadische Premierministerin Mia Amor Motteley ankündigen lassen, dass die Visumspflicht im Rahmen der Zusammenarbeit der karibischen Staaten, vor allem auf der Basis des Vertrags von Chaguaramas, entfallen solle, soweit die verwaltungstechnischen Voraussetzungen geschaffen werden könnten. Dies war nicht der Fall.
Barbados beteiligte sich im Jahr 1994 an der von den Vereinten Nationen sanktionierten und von den Vereinigten Staaten geführten Operation Uphold Democracy in Haiti, deren Ziel es war, den frei gewählten Präsidenten Jean-Bertrand Aristide, der nach einem Militärputsch abgesetzt war, in sein Amt zurückkehren zu lassen.
Im September 2023 kündigte die barbadische Regierung an, sich angesichts der Krise in Haiti mit Kräften der Barbados Defense Forces an der vom Sicherheitsrat der Vereinten Nationen autorisierten multinationalen Unterstützungsmission für die Sicherheit in Haiti zu beteiligen. Im Januar 2025 nahm die barbadische Regierung diese Ankündigung wegen „eskalierender Gefahren und unzureichender strategischer Planung“ zurück, sagte aber technische Unterstützungsmaßnahmen weiterhin zu. In Haiti wurde diese Entscheidung auf die Amtsübernahme von Präsident Trump in den Vereinigten Staaten zurückgeführt, dessen Politik kein verlässliches Vorgehen mit US-amerikanischer Unterstützung erlaube.